# Tabányi Mihály
Tabányi Mihály (Pilis, 1921. február 1. – 2019. július 2.) EMeRTon-díjas magyar harmonikaművész és dzsesszzenész, az 1940-es és 1950-es évek legnépszerűbb harmonikása volt.

## Pályafutása

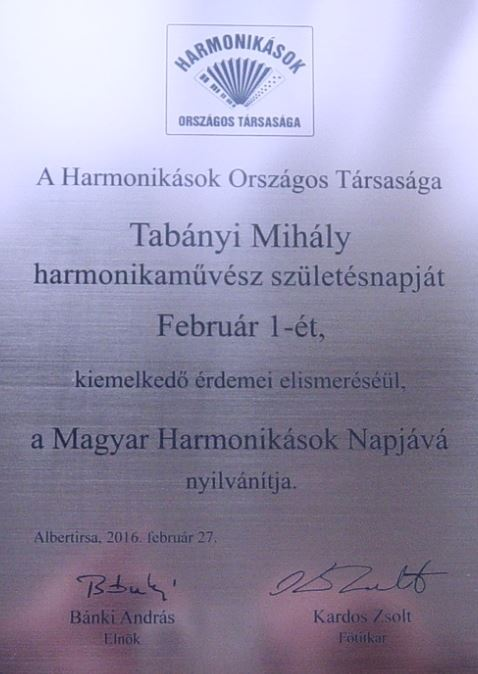

Apja vasöntő üzemmérnök volt a GANZ MÁVAG gyárban, anyja háztartásbeli. Ötévesen kezdte el zenei tanulmányait hegedűn, majd nyolcévesen zongorán. 1933-tól 7 éven keresztül tanult harmonikázni az akkor világelsőnek számító – magyar származású, Franciaországból visszatelepült – Bobula Lajostól.
Ezzel párhuzamosan felvételt nyert a Zeneakadémiára, de mivel abban az évben nem volt harmonika szak az akadémián így, orgona és gordon szakon végzett, majd templomi orgonista lett.
1940-ben megnyerte az első Országos harmonikaverseny hivatásos első helyét, majd két évvel rá az Országos harmonika királlyá választási versenyt, s még ebben az évben elnyerte az Tangóharmonika Olimpiászt. Később elkészítette első dzsessz-felvételeit a Radiola Electro Record kiadónál.
1945 előtt főleg triókban lépett fel. Elsőként a Dubbary kávéházban Kálmán Miklós zongoristával, Schmitt Lajos dobos-trombitás-hegedűművésszel, valamint Rátkai Márta énekesnővel. Később Cziffra Györggyel, akivel a Bristol Hall zenekarban játszott együtt, majd megalapította saját zenekarát Pinocchio néven, amellyel számos országban fellépett. A formációban két gitáros, Bacsik Elek és Zoller Attila szerepeltek. 1945 után a triót kiegészítette 8 tagúvá (harmonika, nagybőgő, gitár, szaxofon kórus, zongora, hawaii gitár) Pege Aladár, Turán László, Balogh Géza is tagja volt a zenekarnak.
1946-ban szerződést kapott Svájcban, két évvel rá megalapította saját harmonika iskoláját. 1949-től hét éven keresztül az Emke Kávéházban muzsikált zenekarával, majd 1956-ban az együttes feloszlott.
1950-ben elnyerte az ország legnépszerűbb jazz muzsikusa címet. 1956-ban Prágában közel egy évig vendégszerepelt és Karlovy Varyban a nemzetközi filmfesztivál zenekara lett, majd a Szovjetunióba tért át vendégszereplőnek. 1957 szeptemberében elkészítette az első magyar west coast felvételét a Qualiton kiadó részére.
1960-tól éveket töltött Nyugat-Németországban és koncerteket adott Európa számos országában, s ekkor már világszerte elismert művészként tartották számon. 1962 februárjától májusig Tabányi nagyobb formációkkal készített lemezfelvételeket, többek között Bergendy István, Bergendy Péter, Dudás Lajos, „Ablakos” Lakatos Dezső, Mittai Attila, Váradi György, Wirth Rudolf, Káldor Péter, Tihanyi Péter, Kovács Andor, Pege Aladár és Kovács Gyula közreműködésével.
1976-ban meghívást kapott az Amerikai Egyesült Államok 200-éves fennállásának ünnepi rendezvény-sorozatára, ahol olyan népszerű zenészekkel együtt koncertezett, mint például Les Paul, Doris Day, Art Van Damme, Dean Martin és Frank Sinatra.
1993-ban Palermo Boogie Gang-gel lépett fel és készített lemezeket.
2009. október 17-én a zenész 70. évfordulójára koncertet szerveztek a Vasúttörténeti Parkban, ahol Zséda, Miller Zoltán, Payer András, Géczy Dorottya, Ullmann Ottó és két tanítványa, Babicsek Bernát és Kováts Dániel is felléptek.
Sok – egykor híres – énekessel dolgozott együtt: Ferrari Violetta, Fényes Kató, Karády Katalin, Vámosi János, Záray Márta lemezei is megörökítették játékát.
2013. április 15-én Szolnokon a XXI. szolnoki zenei fesztivál alkalmával adta utolsó hazai koncertjét.
2016. február 27-én a Harmonikások Országos Társasága a művész születésnapját, február 1-jét, a Magyar Harmonikások Napjává nyilvánította. 2017-ben, a Társaság a harmonikaművész nevével fémjelzett, Tabányi Mihály-díjat alapított.
2017-ben a kultikus piros Hohner Gola és a Bobula Lajostól kapott Hohner Morino harmonikáit felajánlotta a Zenetörténeti Múzeum számára.

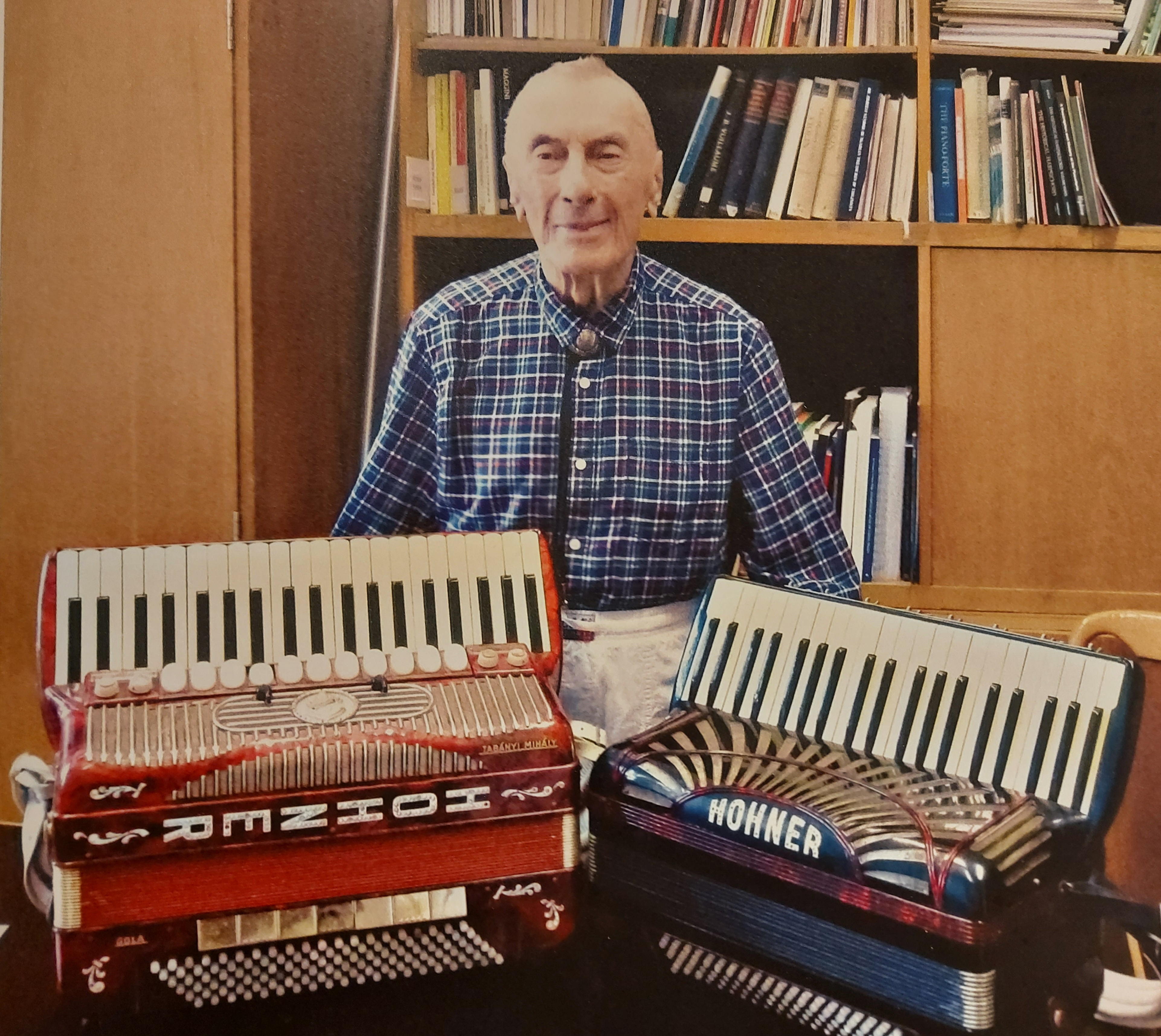
Tabányi Mihály 2017-ben a Zenetörténeti Múzeumnak felajánlott hangszereivel

2019. július 2-án hunyt el 98 évesen. 2019. július 19-én helyezték végső nyugalomra – evangélikus szertartás szerint – a Farkasréti temetőben.
2021. november 18-án a művész születésének 100. évfordulójának alkalmából kiállítás nyílt a Zenetörténeti Múzeumban.
2023. február 1-én avatták fel emléktábláját Budapesten, a VII. kerületi Almássy utca 3-as számú házon, ahol a művész 1944 és 1952 között élt.

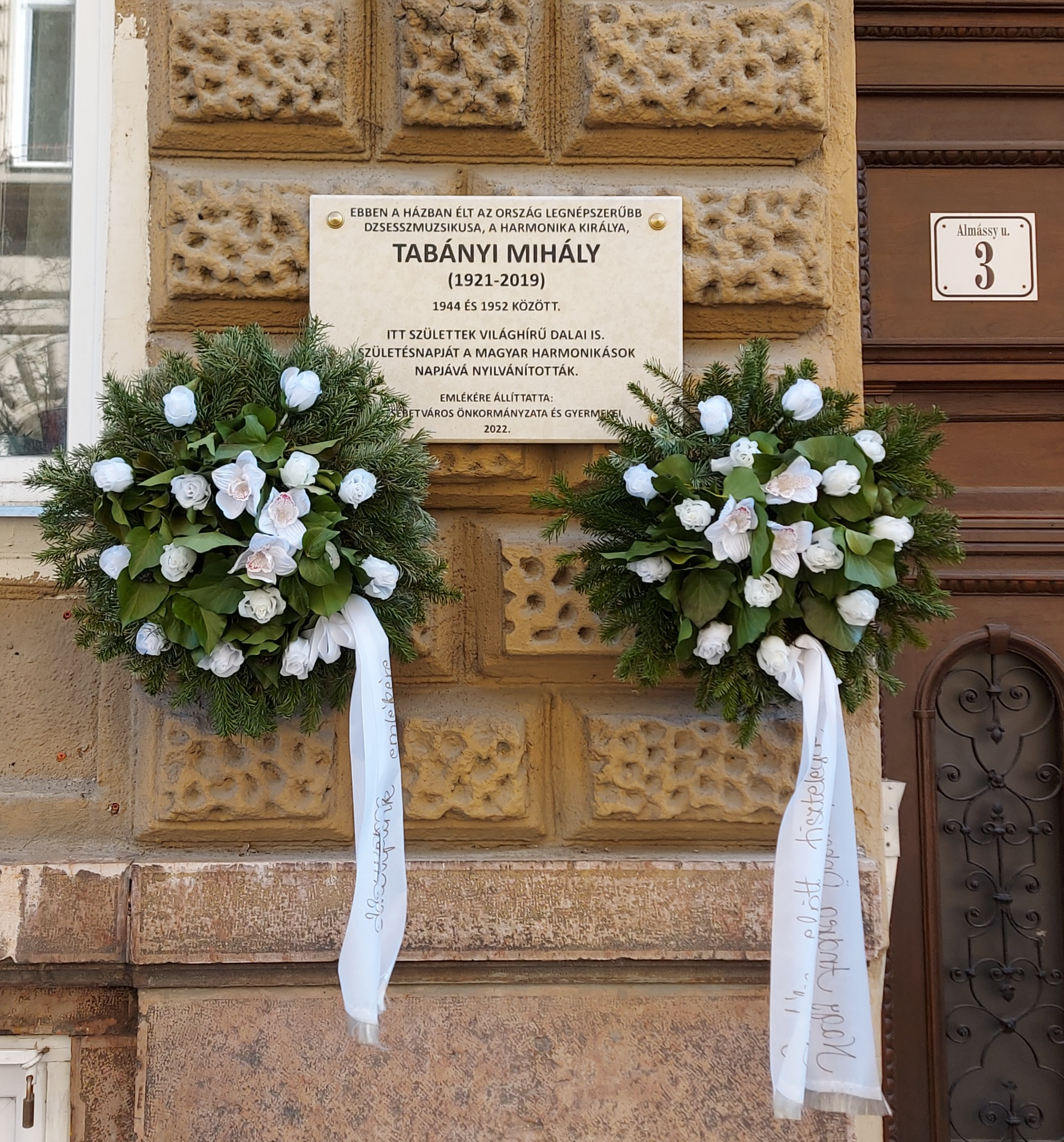
Emléktáblája a VII. kerületi Almássy utcában

2023. szeptember 29-én szülőháza helyén, Pilisen a Vásár utca 5. szám alatt emléktáblát helyeztek el.

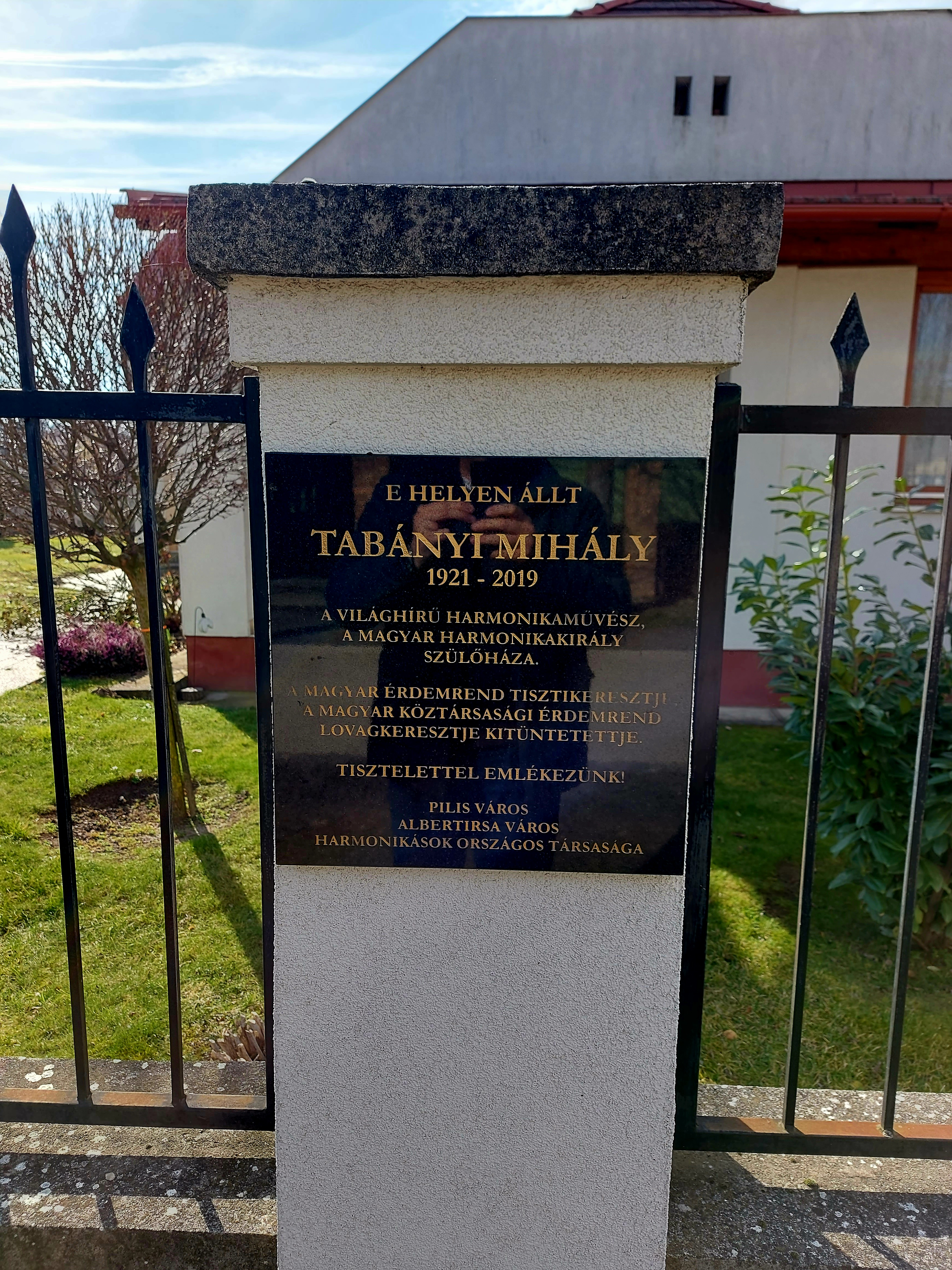
Emléktáblája Pilisen a Vásár utcában

## Érdekességek

### Kodály Zoltán elismerése
Az 1940-es években egy alkalommal bevitte a Zeneakadémiára a harmonikát, ahol Tibay Zoltán nagybőgő művész azzal fogadta, hogy kellene egy nagybőgő-harmonika koncertet írni. Ez egyedülinek számított, hisz abban az időben nem született ilyen zenei alkotás. Elkezdtek gyakorolni, improvizálni, amikor is Ádám Jenő professzor belépett a terembe, és felfigyelt a szokatlan harmóniákra. Nem sokkal később Kodály Zoltánt is invitálta a gyakorlásra. Amikor Kodály megjelent, a harmonikán olyan dallamok csendültek fel, amelyek a professzor szívéhez közel álltak, Székely fonó és egyéb népzenei művek. Ezek után Kodály nagyot nézett és azt mondta, hogy elismeri a harmonikát koncert hangszernek, ha Tabányi játszik rajta. Ez persze megjelent az akkori lapokban (Pester Lloyd) és így maradt fenn ez az elismerés.

### A sport fontossága
Nyilatkozataiból kiderül, hogy a hosszú és szép pályafutásában a genetikai adottságain kívül a sport szeretete és művelése fontos szerepet játszott.
A főiskolai évek alatt a Komjádi uszodában úszott. Sárosi Imre idejében, olyan klasszisokkal versenyzett együtt mint, Csuvik Oszkár, Szathmáry Elemér, Tátos Nándor.
Másik nagy szenvedélye a repülés, az ócsai Gamma sportrepülő-klubjában kezdett repülni vitorlázó és motorosgépen. Oktatója Miklauzic István repülőtanár volt.

### Autók iránti megszállottsága
1940 nyarán állították ki a jogosítványát. Első autója egy  Adler Luxus Cabriolet volt, amit 2600 pengőért vásárolt, Muráti Lilitől. A háború után nagyon nehéz volt autóhoz jutni, de mégis volt, amikor három kocsi is állt a garázsában, sport-Adler, Adler Trumpf limuzin és egy Fiat Balilla. 1959-ben vásárolt egy Mercedes 190 SL-t, ami mai napig a család tulajdonában van. Ezzel az ikonikus autóval beírta magát a filmtörténelembe is, Jugoszláviában forgatták Makk Károly Isten és ember előtt című filmjét, abban egy görög milliomos fiának a kocsija volt az SL. Tabányi Mihály nem adta ki kezéből a volánt, átmaszkírozva ő vezette azt. Nem volt veszélytelen a szerep, egy másik autóval kellett versenyeznie a tengerparti úton, néha 160 km/h-s sebességgel. A másik felkérés Böszörményi Géza Autó című filmjében adódott, az érdi emelkedőn a forgatókönyv szerint lehagyta egy megbütykölt Renault Gordini, és a vezető nő boldogan vágta a harmonikás fejéhez: „Lemaradtál, Rockefeller!” Autóbolond volt mindig, a zene mellett csak a gépkocsik érdekelték, állítólag garázsában még egy Rolls–Royce Silver Shadow is állt.

### A piros Hohner

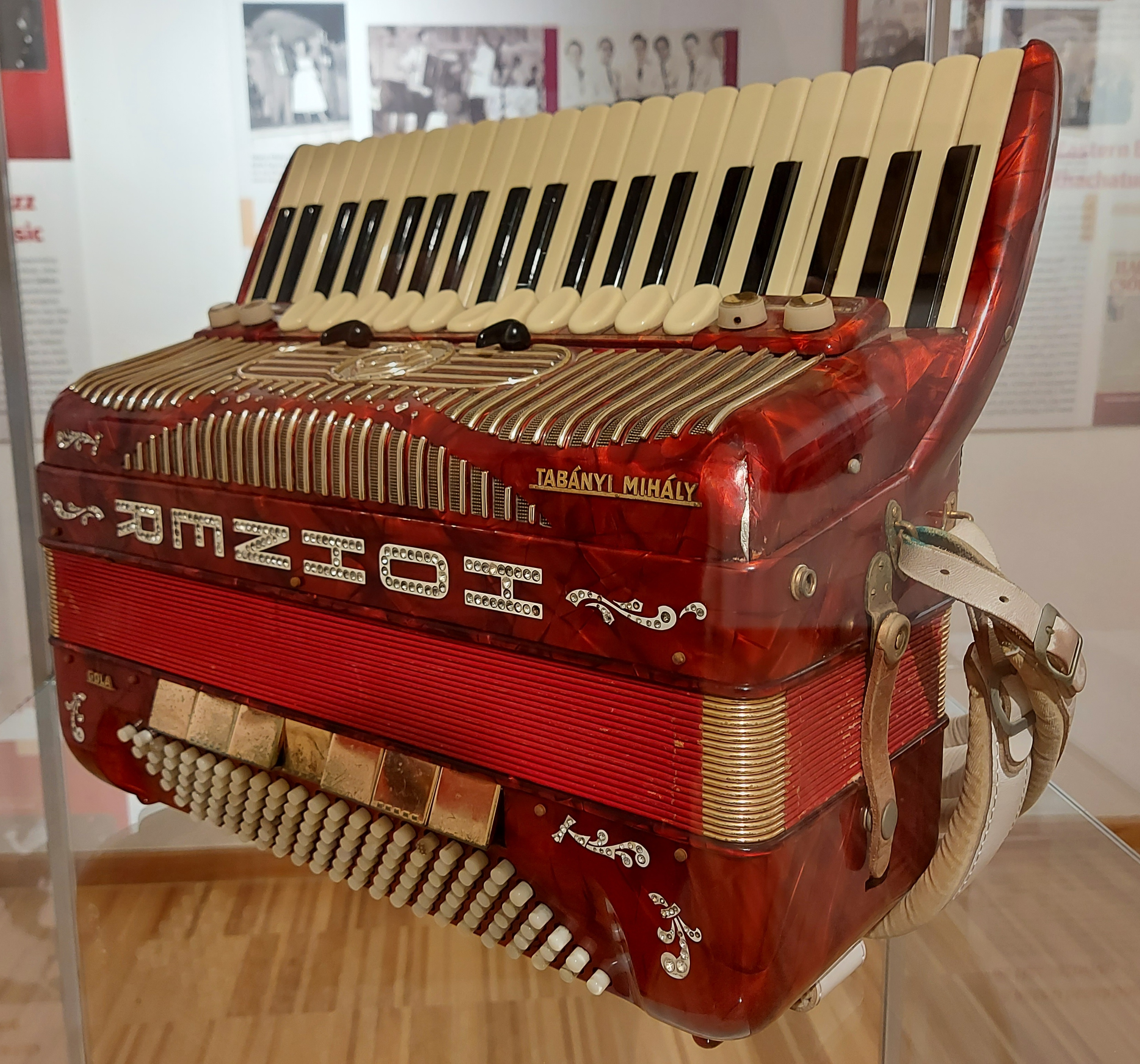
A piros Hohner Gola

Tabányi Mihály nevével ellátott piros harmonikát, az 1960-as évek elején készítette a Hohner harmonikacég, a művész rendelésére. A hangszer Giovanni Gola olasz mérnök által tervezett egyedi koncerthangszer. A Gola 414. típusú, 4/6 kórusos duplacasottós, 120 basszusos, jobbkézben 41 billentyűs kivitelű, súlya kb. 15 kg. A hangszer a szériában készülő hasonló hangszerektől csak a felhasznált anyagok és külső díszítettség, design tekintetében tér el.

### Betörési kísérlet
2003. május 13-án a rendőrség tetten ért egy bűnözőt, aki Tabányi Mihály budapesti villájának kirablására készült. A betörő elfogása közben tűzharc tört ki; egy rendőr életét vesztette, a tettes pedig súlyosan megsérült. A rendőrség szerint valószínű, hogy a bűnöző Tabányi Mihály egyedi, névre szóló harmonikáját akarta ellopni a házból.

## Díjak
- 1942 – Tangóharmonika Olimpiász
- 1995 – Inter-Lyra-díj[16]
- 2000 – EMeRTon Életmű-díj
- 2001 – Albertirsa díszpolgára[17]
- 2005 – Pilis díszpolgára
- 2007 – A Magyar Köztársasági Érdemrend lovagkeresztje
- 2007 – Budapest díszpolgára
- 2012 – A Magyar Érdemrend tisztikeresztje

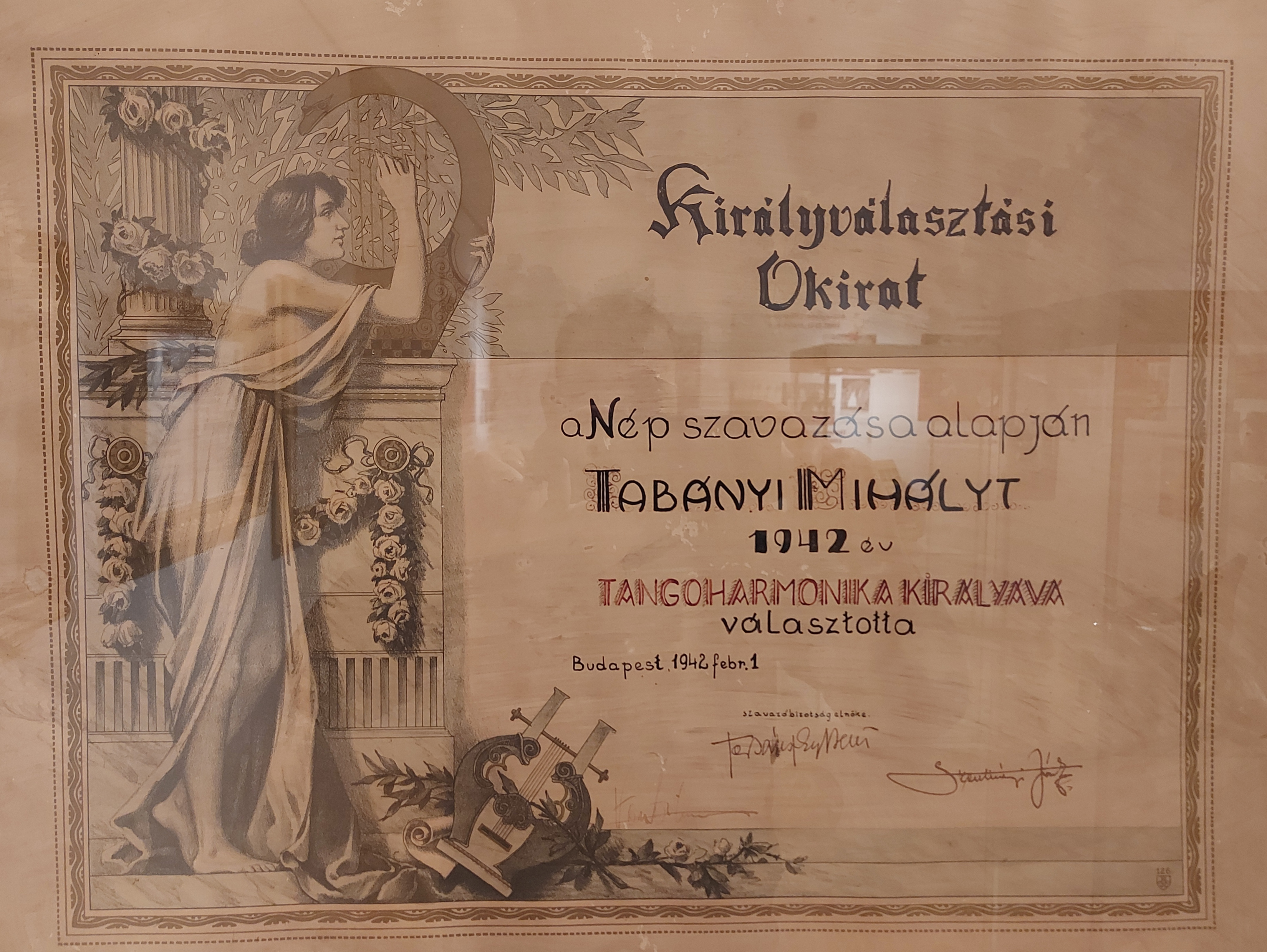
Királyválasztási Okirat
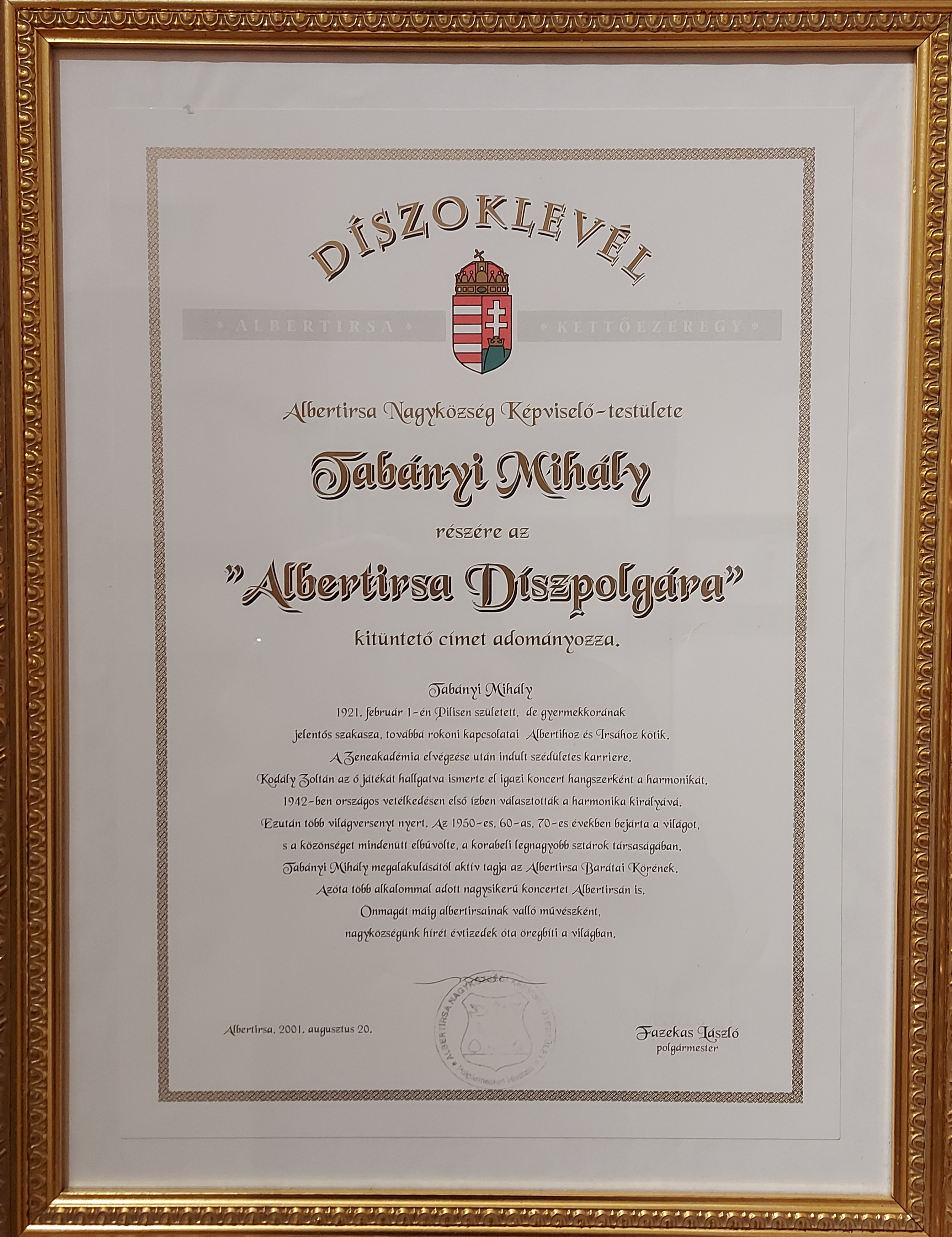
Albertirsa Díszpolgári oklevél
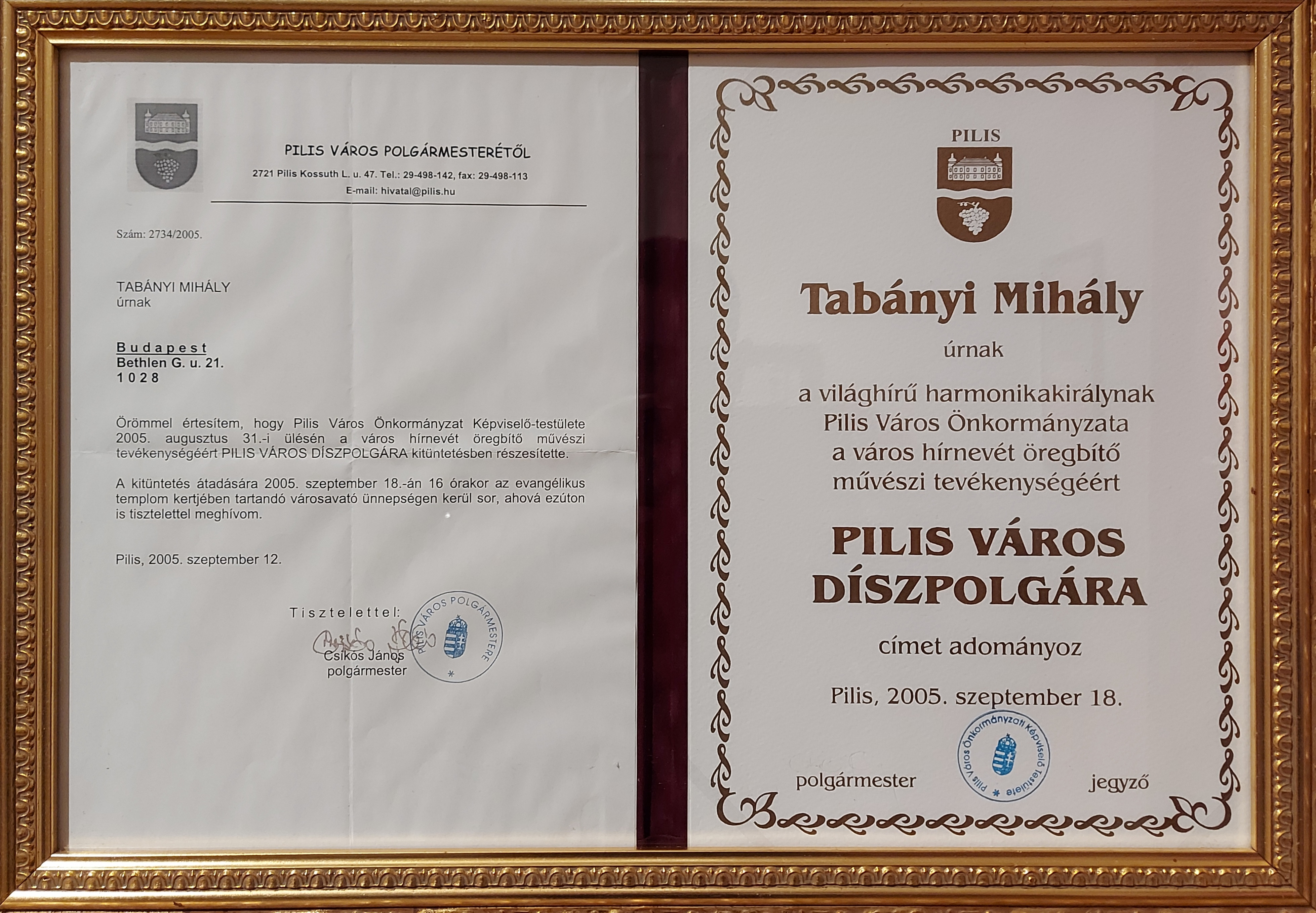
Pilis Díszpolgári oklevél
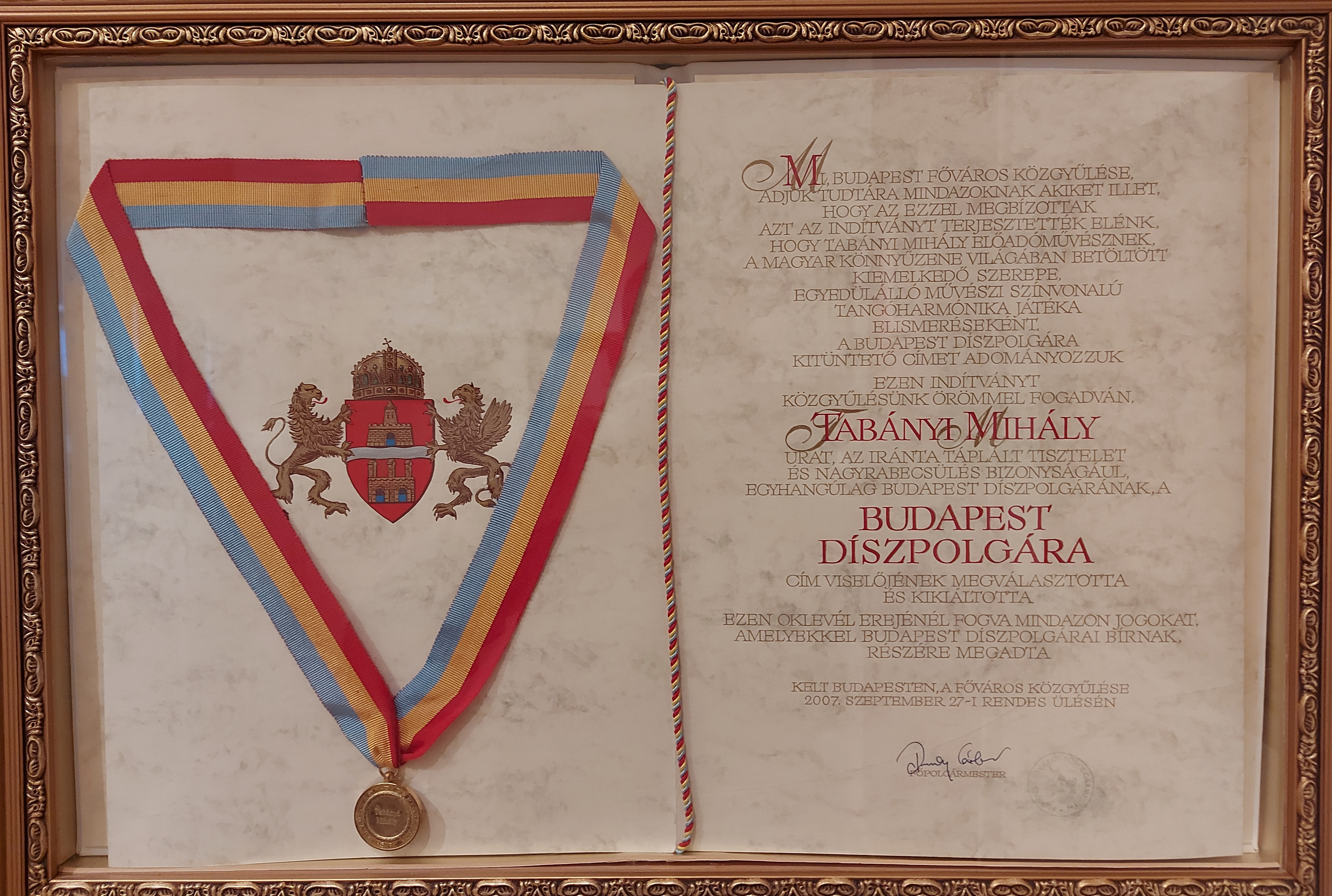
Budapest Díszpolgári oklevél
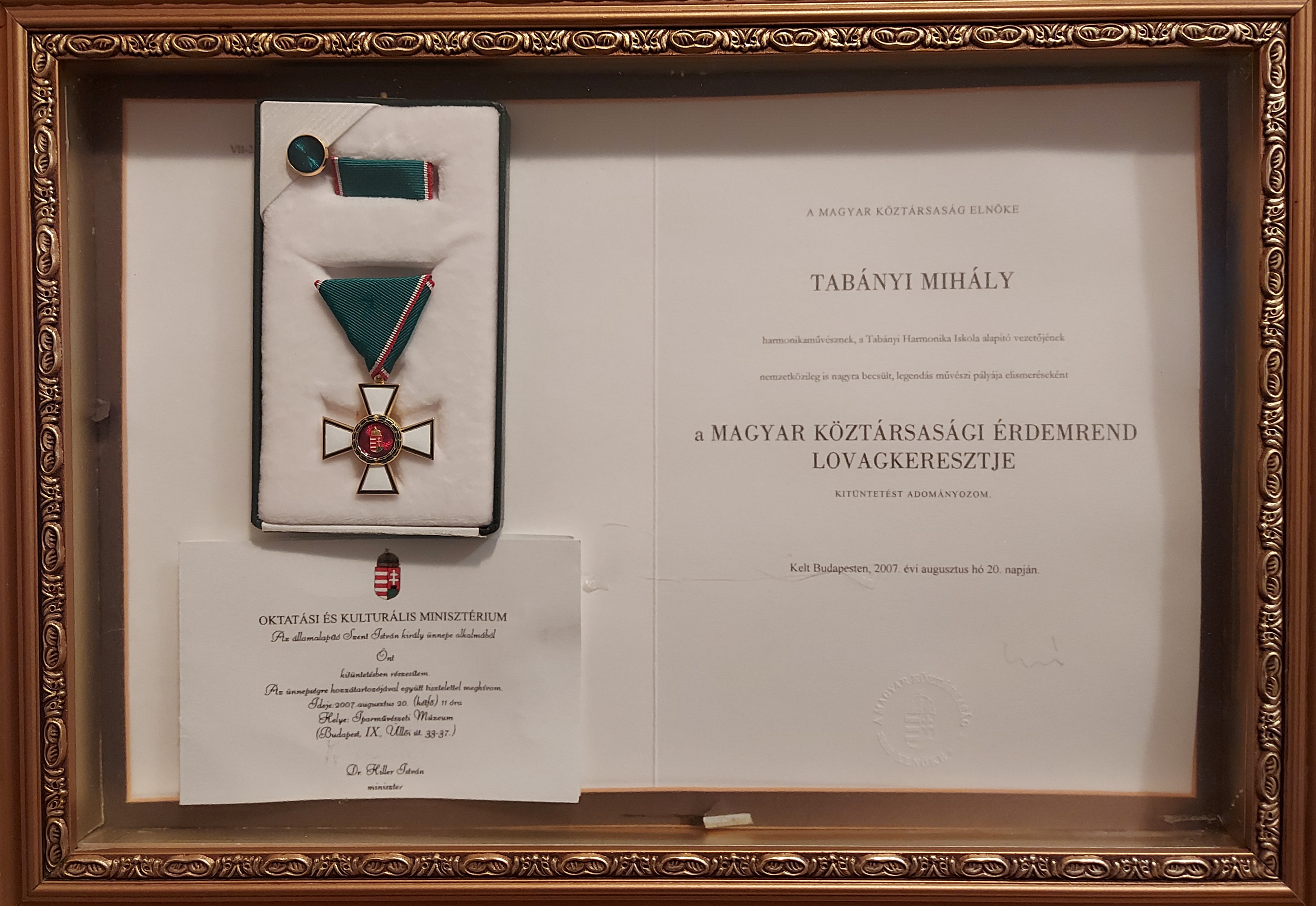
Magyar Köztársasági Érdemrend lovagkeresztje

## Saját szerzemények
Zeneszerzőként az IPI kódja 
00030085915
- Argentin tangó T-007.133.692-9
- Az álarcos hölgy T-007.009.574-7
- Boogie a harmonikán T-007.009.567-8
- Budapest-Varsó gyorsvonat
- Csacsacsa T-007.133.693-0
- Café de Paris
- Csillogó harmonika (Akkordeon Brillant) T-007.009.568-9
- Harmonikakeringő
- Harmonika-Rocky
- Játékbál Polka T-007.133.718-2
- Karaván T-007.083.093-1
- Koncert keringő T-007.133.694-1
- Musette
- Orkán  T-007.009.569-0
- Pasodoble T-007.133.695-2
- Piros fekete T-007.009.570-3
- Polka I. T-007.133.717-1
- Polka II. T-007.009.566-7
- Reggel este T-007.009.571-4
- Ritka melódia T-007.008.131-0
- Szignál T-007.009.572-5
- Szivárvány
- Szövegtelen művek  T-007.133.696-3
- Táncoló ujjak  T-007.133.697-4
- Valse Musette T-007.009.573-6
- Virágkeringő (Blumenwalzer)  T-007.009.564-5

### Feldolgozás
- Gyetyafény keringő T-007.214.254-1 ismeretlen szerzőre való hivatkozással (domain publique)

## Diszkográfia
- 1958 – Táncdalok, Qualiton[* 1]
- 1959 – Táncdalok, Qualiton HLPT 7048 Táncdalok a Discogson
- 1962 – Tabányi Mihály és szólistái, Qualiton LP7171  Tabányi Mihály és szólistái] a Discogson
- 1986 – Csillogó harmonika, Qualiton LPM 16704 Csillogó harmonika a Discogson
- 1998 – Tabányi együttes CD1, CD2
- 1998 – Tabányi Mihály és szólistái CD1, CD2
- 2000 – Tea kettesben, Hungaroton
- 2002 – VA Harmonika Show Hungarian Accordion 1940-1950
- 2006 – Szép idők!, Hungaroton
- 2009 – Nosztalgia Ohhh – La Cumparsita, Hungaroton
- 2009 – The King of Accordeon